# Elecciones presidenciales de Siria de 2021
Las elecciones presidenciales se llevaron a cabo en la República Árabe Siria el 26 de mayo de 2021.Los tres candidatos eran el expresidente Bashar al-Ásad, Mahmoud Ahmad Marei y Abdullah Sallum Abdullah. Estas fueron las últimas elecciones presidenciales celebradas en la Siria baazista, antes de su derrocamiento tras la ofensiva de la oposición en noviembre de 2024.
Se consideró que las elecciones no habían sido libres ni justas. Las Naciones Unidas condenaron las elecciones como un proceso ilegítimo «sin mandato» y acusaron al régimen baazista de socavar la Resolución 2254 de la ONU y de obstruir la solución política respaldada por la misma que pide «elecciones libres y justas» bajo supervisión internacional. El resultado fue una victoria aplastante para el presidente Bashar al-Ásad, que recibió poco más del 95% de los votos.

## Antecedentes
La elección tuvo lugar cuando la guerra civil siria entra en el undécimo año de conflicto y, como resultado, el país aún permanece dividido entre varias facciones. 
La Coalición Nacional para las Fuerzas de la Oposición y la Revolución Siria dijo que las elecciones son "ilegales y una farsa". El Consejo Nacional Sirio dijo que "La única elección aceptable en Siria es aquella en la que el criminal de guerra Bashar al-Ásad no participará". Las Naciones Unidas han dicho que las elecciones no son parte del proceso de paz sirio y que no están involucradas en él. Estados Unidos ha indicado que no reconocerá el resultado de las elecciones a menos que la votación sea "libre, justa, supervisada por las Naciones Unidas y represente a toda la sociedad siria". El Departamento de Estado dijo que “Las elecciones presidenciales sirias propuestas para este año no serán libres ni justas. En este entorno, no evaluamos que este llamado a elecciones sea creíble”.
El Consejo Popular de Siria votó para invitar a representantes de los parlamentos de varios países para monitorear y supervisar el proceso electoral.
La Constitución de Siria aprobada en 2012 establece que: "los votantes serán los ciudadanos que hayan cumplido los dieciocho años y hayan cumplido las condiciones estipuladas en la Ley Electoral".

## Candidatos
El presidente del Consejo Popular de Siria, Hammouda Sabbagh, anunció el inicio de la inscripción de candidaturas a las elecciones presidenciales a partir del 19 de abril. En su discurso en la primera sesión de la segunda ronda extraordinaria del Consejo Popular, Sabbagh pidió a quienes deseen postularse que presenten sus solicitudes de candidatura al Tribunal Constitucional Supremo en un plazo de 10 días que finalizaría el 28 de abril.
Según la Ley n. 5 del año 2014 del código de elecciones generales, el candidato al cargo de Presidente de la República Árabe Siria debe:
- haber alcanzado la edad de 40 años,tener la nacionalidad árabe siria por nacimiento.
- tener todos sus derechos civiles y políticos y no haber sido condenado por delitos despreciables.
- no estar casado con un extranjero.
- Residir en territorios sirios durante no menos de 10 años consecutivos cuando se presente a las elecciones.
- no tener una nacionalidad distinta a la de la República Árabe Siria.
- no estar privado de su derecho al voto.
- tener el respaldo de al menos 35 diputados del Consejo Popular de Siria

Otros requisitos de elegibilidad en la Constitución incluyen:
- La religión del presidente es el Islam (artículo 3)
- El presidente no puede ser portador de otra nacionalidad (artículo 152)

El requisito de que los candidatos cuenten con el respaldo de 35 parlamentarios otorga poder al gobernante Frente Nacional Progresista, que domina la asamblea, y el requisito de haber vivido continuamente en Siria durante los últimos 10 años excluye a las figuras de la oposición en el exilio.

### Candidaturas aprobadas
El 3 de mayo, el Tribunal Constitucional Supremo de Siria anunció que tres candidatos habían sido aceptados y los demás rechazados por no cumplir las condiciones constitucionales y legales:
- Bashar al-Ásad, presidente en ejercicio de Siria (2000-presente) y candidato del Partido Baaz Árabe Socialista.[15]
- Mahmoud Ahmed Merei, abogado, director de la Organización Árabe de Derechos Humanos y ex secretario general del Frente Nacional para la Liberación de Siria. Es expresidente de la Oficina de la Juventud en el Comité Nacional de Coordinación de las Fuerzas de Cambio Democrático. Candidato de la Unión Árabe Socialista Democrática.[16]
- Abdullah Sallum Abdullah, exministro de Estado para Asuntos de la Asamblea Popular, exdiputado y candidato de los Unionistas Socialistas.[13]

## Desarrollo
La votación de expatriados tuvo lugar el 20 de mayo en aquellos países donde estaba permitido. La participación fue alta en el Líbano, donde viven más de 800.000 refugiados sirios. Miles fueron trasladados en autobús a la embajada en las afueras de Beirut para votar y las fuerzas de seguridad libanesas lucharon por controlar a la multitud. Muchos votantes llevaron retratos de Ásad y corearon consignas pro Ásad, y la embajada tocó música pro Ásad. Se informó de ataques violentos contra votantes sirios por parte de libaneses.  Se estimó que 50.000 de los 1,2 millones de sirios en el Líbano votaron. El 23 de mayo, el ministro de Relaciones Exteriores y Expatriados Faisal Mekdad entregó los resultados de las elecciones al ministro de Justicia Ahmed Al-Sayed y al Comité Judicial Electoral. Al mismo tiempo, agradeció a todos los votantes por participar en las elecciones, que calificó de pacíficas y democráticas, con la excepción del Líbano y algunos estados occidentales, donde algunos votantes no pudieron participar. Finalmente, se indicó que estos resultados se incluirían en el total y se publicarían junto con ellos.
Los siguientes países permitieron a los expatriados sirios votar en sus respectivas embajadas:
| - Argelia - Argentina - Armenia - Australia - Austria - Baréin - Bélgica - Bielorrusia - Brasil - China - Corea del Sur - Cuba - Chipre - República Checa - Egipto - Emiratos Árabes Unidos - España - Francia - India - Indonesia | - Irak (alberga refugiados sirios) - Irán - Japón - Jordania - Mauritania - Malasia - Nigeria - Líbano (alberga refugiados sirios) - Omán - Pakistán - Polonia - Rumania - Rusia - Sudáfrica - Serbia - Sudán - Suecia - Venezuela - Yemen |

Los siguientes países no permitieron que los expatriados votaran en las misiones diplomáticas sirias:
| - Alemania - Arabia Saudita - Canadá - Catar - Estados Unidos - Países Bajos - Reino Unido - Turquía (alberga refugiados sirios) |

Las elecciones se llevaron a cabo en el país el 26 de mayo, de las 7 a las 19 horas. Se colgaron pancartas del presidente Bashar al-Ásad en los 12.000 colegios electorales de todo el país. El presidente al-Ásad emitió públicamente su voto en el antiguo bastión rebelde de Duma.
Las elecciones no se llevaron a cabo en el noreste predominantemente kurdo, a excepción de zonas militares controladas por el gobierno en Hasaka y Qamishli, o en el noroeste controlado por la oposición, que en conjunto representan un tercio del país.

## Resultados
| Candidato                               | Candidato                          | Partido                            | Votos      | %     |
| --------------------------------------- | ---------------------------------- | ---------------------------------- | ---------- | ----- |
|                                         | Bashar al-Ásad                     | Partido Baaz Árabe Socialista      | 13 540 860 | 95,19 |
|                                         | Mahmoud Ahmad Marei                | Unión Árabe Socialista Democrática | 470 276    | 3,31  |
|                                         | Abdullah Sallum Abdullah           | Unionistas Socialistas             | 213 968    | 1,50  |
| Votos nulos/en blanco                   | Votos nulos/en blanco              | Votos nulos/en blanco              | 14 036     | –     |
| Total                                   | Total                              | Total                              | 14 239 140 | 100   |
| Votantes registrados/participación      | Votantes registrados/participación | Votantes registrados/participación | 18 107 109 | 78,64 |
| Fuente: Agencia Árabe Siria de Noticias |                                    |                                    |            |       |